# Estadio Rommel Fernández
Het Estadio Rommel Fernández is een multifunctioneel stadion in de Panamese hoofdstad Panama-Stad en thans het grootste voetbalstadion in het land. Het wordt vooral gebruikt voor voetbalwedstrijden en is de thuisbasis van het Panamees nationaal elftal. Twee clubs uit de ANAPROF, de hoogste nationale competitie, Plaza Amador en Tauro FC, spelen hun thuiswedstrijden in het stadion. Het stadion werd in februari 1970 geopend als een van de sportaccommodaties voor de Centraal-Amerikaanse en Caraïbische Spelen en werd sindsdien uitgebreid tot een capaciteit van 32.000 zitplaatsen, met de grootste renovatie in 2009. Tot 1993 werd het het Estadio Revolución genoemd; in mei 1993 kwam de Panamese voetballer Rommel Fernández op 27-jarige leeftijd om bij een auto-ongeluk bij de Spaanse plaats Albacete, waar hij speelde voor Albacete Balompié. Men besloot als postume eer het stadion naar hem te vernoemen.
Het Panamees voetbalelftal speelde in het Estadio Rommel Fernández haar eerste WK-kwalificatiewedstrijd, een interland op 4 april 1976 in de strijd om kwalificatie voor het wereldkampioenschap voetbal 1978 in Argentinië. Panama won onder toezicht van 3.477 supporters met 3–2 van Costa Rica. Het stadion werd in hetzelfde kwalificatietoernooi nog tweemaal door Panama gebruikt. De eerste interland die Panama in het stadion speelde was waarschijnlijk de vriendschappelijke wedstrijd tegen Puerto Rico op 14 december 1972, die met 5–0 werd gewonnen.

## Interlands
|  | 19 januari 2000   | Panama – Guatemala          | 2 – 0 | Vriendschappelijk     | 6.000    |
|  | 16 februari 2000  | Panama – El Salvador        | 4 – 1 | Vriendschappelijk     | onbekend |
|  | 2 april 2000      | Panama – Honduras           | 1 – 0 | Kwalificatie WK 2002  | 20.000   |
|  | 21 mei 2000       | Panama – Nicaragua          | 4 – 0 | Kwalificatie WK 2002  | 20.000   |
|  | 21 juni 2000      | Panama – Venezuela          | 2 – 0 | Vriendschappelijk     | 2.500    |
|  | 16 juli 2000      | Panama – Mexico             | 0 – 1 | Kwalificatie WK 2002  | 21.000   |
|  | 23 juli 2000      | Panama – Canada             | 0 – 0 | Kwalificatie WK 2002  | 19.500   |
|  | 11 augustus 2000  | Panama – Ecuador            | 0 – 0 | Vriendschappelijk     | onbekend |
|  | 21 februari 2001  | Panama – Guatemala          | 2 – 2 | Vriendschappelijk     | 500      |
|  | 14 maart 2001     | Panama – El Salvador        | 1 – 0 | Vriendschappelijk     | onbekend |
|  | 24 april 2001     | Panama – Haïti              | 2 – 0 | Vriendschappelijk     | onbekend |
|  | 29 juli 2001      | Panama – Cuba               | 0 – 0 | Kwalificatie Gold Cup | 10.000   |
|  | 9 februari 2003   | Panama – El Salvador        | 1 – 2 | Copa Centroamericana  | 8.000    |
|  | 16 februari 2003  | Panama – Guatemala          | 2 – 0 | Copa Centroamericana  | onbekend |
|  | 18 februari 2003  | Panama – Honduras           | 1 – 1 | Copa Centroamericana  | 5.000    |
|  | 21 februari 2003  | Panama – Nicaragua          | 0 – 1 | Copa Centroamericana  | 7.000    |
|  | 23 februari 2003  | Panama – Costa Rica         | 0 – 1 | Copa Centroamericana  | 550      |
|  | 27 juni 2003      | Panama – Cuba               | 2 – 0 | Vriendschappelijk     | onbekend |
|  | 29 juni 2003      | Panama – Cuba               | 1 – 0 | Vriendschappelijk     | onbekend |
|  | 20 augustus 2003  | Panama – Paraguay           | 1 – 2 | Vriendschappelijk     | 7.000    |
|  | 28 april 2004     | Panama – Bermuda            | 4 – 1 | Vriendschappelijk     | 2.000    |
|  | 13 juni 2004      | Panama – Saint Lucia        | 4 – 0 | Kwalificatie WK 2006  | 15.000   |
|  | 23 juli 2004      | Panama – Guatemala          | 1 – 1 | Vriendschappelijk     | 3.000    |
|  | 8 september 2004  | Panama – Verenigde Staten   | 1 – 1 | Kwalificatie WK 2006  | 15.000   |
|  | 9 oktober 2004    | Panama – Jamaica            | 1 – 1 | Kwalificatie WK 2006  | 16.000   |
|  | 17 november 2004  | Panama – El Salvador        | 3 – 0 | Kwalificatie WK 2006  | 9.502    |
|  | 9 februari 2005   | Panama – Guatemala          | 0 – 0 | Kwalificatie WK 2006  | 20.000   |
|  | 30 maart 2005     | Panama – Mexico             | 1 – 1 | Kwalificatie WK 2006  | 13.000   |
|  | 8 juni 2005       | Panama – Verenigde Staten   | 0 – 3 | Kwalificatie WK 2006  | 15.000   |
|  | 3 september 2005  | Panama – Costa Rica         | 1 – 3 | Kwalificatie WK 2006  | 21.000   |
|  | 8 oktober 2005    | Panama – Trinidad en Tobago | 0 – 1 | Kwalificatie WK 2006  | 1.000    |
|  | 7 oktober 2006    | Panama – El Salvador        | 1 – 0 | Vriendschappelijk     | 3.000    |
|  | 19 november 2006  | Panama – Peru               | 1 – 2 | Vriendschappelijk     | 2.000    |
|  | 31 januari 2007   | Panama – Trinidad en Tobago | 2 – 1 | Vriendschappelijk     | 5.000    |
|  | 9 mei 2007        | Panama – Colombia           | 0 – 4 | Vriendschappelijk     | 8.000    |
|  | 22 augustus 2007  | Panama – Guatemala          | 2 – 1 | Vriendschappelijk     | 7.000    |
|  | 21 november 2007  | Panama – Costa Rica         | 1 – 1 | Vriendschappelijk     | onbekend |
|  | 10 augustus 2010  | Panama – Venezuela          | 3 – 1 | Vriendschappelijk     | 2.000    |
|  | 3 september 2010  | Panama – Costa Rica         | 2 – 2 | Vriendschappelijk     | 25.463   |
|  | 7 september 2010  | Panama – Trinidad en Tobago | 3 – 0 | Vriendschappelijk     | 12.000   |
|  | 8 oktober 2010    | Panama – El Salvador        | 1 – 0 | Vriendschappelijk     | 15.000   |
|  | 12 oktober 2010   | Panama – Peru               | 1 – 0 | Vriendschappelijk     | 14.000   |
|  | 26 oktober 2010   | Panama – Cuba               | 0 – 3 | Vriendschappelijk     | 2.116    |
|  | 16 november 2010  | Panama – Honduras           | 2 – 0 | Vriendschappelijk     | 3.646    |
|  | 14 januari 2011   | Panama – Belize             | 2 – 0 | Copa Centroamericana  | 10.000   |
|  | 16 januari 2011   | Panama – Nicaragua          | 2 – 0 | Copa Centroamericana  | 6.000    |
|  | 18 januari 2011   | Panama – El Salvador        | 2 – 0 | Copa Centroamericana  | 20.000   |
|  | 21 januari 2011   | Panama – Costa Rica         | 1 – 1 | Copa Centroamericana  | 10.000   |
|  | 23 januari 2011   | Panama – El Salvador        | 0 – 0 | Copa Centroamericana  | 2.000    |
|  | 25 maart 2011     | Panama – Bolivia            | 2 – 0 | Vriendschappelijk     | 10.000   |
|  | 29 mei 2011       | Panama – Grenada            | 2 – 0 | Vriendschappelijk     | 2.000    |
|  | 2 september 2011  | Panama – Paraguay           | 0 – 2 | Vriendschappelijk     | 11.000   |
|  | 11 oktober 2011   | Panama – Nicaragua          | 5 – 1 | Kwalificatie WK 2014  | 10.846   |
|  | 11 november 2011  | Panama – Costa Rica         | 2 – 0 | Vriendschappelijk     | 5.000    |
|  | 15 november 2011  | Panama – Dominica           | 3 – 0 | Kwalificatie WK 2014  | 8.000    |
|  | 25 januari 2012   | Panama – Verenigde Staten   | 0 – 1 | Vriendschappelijk     | 22.403   |
|  | 20 mei 2012       | Panama – Guyana             | 2 – 0 | Vriendschappelijk     | 0        |
|  | 1 juni 2012       | Panama – Jamaica            | 2 – 1 | Vriendschappelijk     | 17.000   |
|  | 12 juni 2012      | Panama – Cuba               | 1 – 0 | Kwalificatie WK 2014  | 21.000   |
|  | 11 september 2012 | Panama – Canada             | 2 – 0 | Kwalificatie WK 2014  | 20.000   |
|  | 12 oktober 2012   | Panama – Honduras           | 0 – 0 | Kwalificatie WK 2014  | 27.000   |
|  | 14 november 2012  | Panama – Spanje             | 1 – 5 | Vriendschappelijk     | 26.000   |
|  | 10 januari 2013   | Panama – Guatemala          | 3 – 0 | Vriendschappelijk     | onbekend |
|  | 13 januari 2013   | Panama – Guatemala          | 2 – 0 | Vriendschappelijk     | onbekend |
|  | 6 februari 2013   | Panama – Costa Rica         | 2 – 2 | Kwalificatie WK 2014  | 25.000   |
|  | 26 maart 2013     | Panama – Honduras           | 2 – 0 | Kwalificatie WK 2014  | 18.253   |
|  | 1 juni 2013       | Panama – Peru               | 1 – 2 | Vriendschappelijk     | 4.000    |
|  | 7 juni 2013       | Panama – Mexico             | 0 – 0 | Kwalificatie WK 2014  | 27.100   |
|  | 6 september 2013  | Panama – Jamaica            | 0 – 0 | Kwalificatie WK 2014  | 20.000   |
|  | 15 oktober 2013   | Panama – Verenigde Staten   | 2 – 3 | Kwalificatie WK 2014  | 18.254   |
|  | 20 augustus 2014  | Panama – Cuba               | 4 – 0 | Vriendschappelijk     | 6.000    |
|  | 18 november 2014  | Panama – Canada             | 0 – 0 | Vriendschappelijk     | 19.457   |
|  | 31 maart 2015     | Panama – Costa Rica         | 2 – 1 | Vriendschappelijk     | 18.500   |
|  | 3 juni 2015       | Panama – Ecuador            | 1 – 1 | Vriendschappelijk     | 10.000   |
|  | 4 september 2015  | Panama – Uruguay            | 0 – 1 | Vriendschappelijk     | 26.573   |
|  | 7 oktober 2015    | Panama – Trinidad en Tobago | 1 – 2 | Vriendschappelijk     | 12.000   |
|  | 17 november 2015  | Panama – Costa Rica         | 1 – 2 | Kwalificatie WK 2018  | 26.033   |
|  | 8 januari 2016    | Trinidad en Tobago – Haïti  | 0 – 1 | Kwalificatie CA 2016  | onbekend |
|  | 8 januari 2016    | Panama – Cuba               | 4 – 0 | Kwalificatie CA 2016  | onbekend |
|  | 29 maart 2016     | Panama – Haïti              | 1 – 0 | Kwalificatie WK 2018  | 13.082   |
|  | 15 november 2016  | Panama – Mexico             | 0 – 0 | Kwalificatie WK 2018  | 26.375   |
|  | 13 januari 2017   | Honduras – Nicaragua        | 1 – 0 | Copa Centroamericana  | onbekend |
|  | 13 januari 2017   | Panama – Belize             | 0 – 0 | Copa Centroamericana  | onbekend |
|  | 13 januari 2017   | Costa Rica – El Salvador    | 0 – 0 | Copa Centroamericana  | onbekend |
|  | 15 januari 2017   | Belize – Costa Rica         | 0 – 3 | Copa Centroamericana  | onbekend |
|  | 15 januari 2017   | El Salvador – Honduras      | 1 – 2 | Copa Centroamericana  | onbekend |
|  | 15 januari 2017   | Panama – Nicaragua          | 2 – 1 | Copa Centroamericana  | onbekend |
|  | 17 januari 2017   | El Salvador – Belize        | 3 – 1 | Copa Centroamericana  | onbekend |
|  | 17 januari 2017   | Costa Rica – Nicaragua      | 0 – 0 | Copa Centroamericana  | onbekend |
|  | 17 januari 2017   | Panama – Honduras           | 0 – 1 | Copa Centroamericana  | onbekend |
|  | 20 januari 2017   | Nicaragua – Belize          | 3 – 1 | Copa Centroamericana  | onbekend |
|  | 20 januari 2017   | Honduras – Costa Rica       | 1 – 1 | Copa Centroamericana  | onbekend |
|  | 20 januari 2017   | Panama – El Salvador        | 1 – 0 | Copa Centroamericana  | onbekend |
|  | 22 januari 2017   | Belize – Honduras           | 0 – 1 | Copa Centroamericana  | onbekend |
|  | 22 januari 2017   | El Salvador – Nicaragua     | 1 – 0 | Copa Centroamericana  | onbekend |
|  | 22 januari 2017   | Panama – Costa Rica         | 1 – 0 | Copa Centroamericana  | onbekend |
|  | 28 maart 2017     | Panama – Verenigde Staten   | 1 – 1 | Kwalificatie WK 2018  | 23.052   |